# Sprinter/Aria
Sprinter/Aria è un brano musicale del gruppo musicale giapponese Kalafina, pubblicato come loro secondo singolo il 30 luglio 2008. Il brano è incluso nell'album Seventh Heaven, primo lavoro del gruppo. Il singolo ha raggiunto la decima posizione della classifica Oricon dei singoli più venduti in Giappone, vendendo 23 309 copie. Il brano è stato utilizzato come tema del quarto film di Kara no kyōkai.

## Tracce
CD Singolo SECL-671
1. Sprinter
2. ARIA
3. Oblivious ~instrumental~

## Classifiche
| Classifica (2008) | Posizione più alta |
| ----------------- | ------------------ |
| Giappone (Oricon) | 10                 |